# تي في آر 350 آ
تي في آر 350 آ  (بالإنجليزية: TVR 350i)‏ هي سيارة من تصنيع شركة تي في آر.